# Sphaeroniscus guianensis
Sphaeroniscus guianensis là một loài chân đều trong họ Scleropactidae. Loài này được Van Name miêu tả khoa học năm 1936.